# Lääne-Nigula (Landgemeinde)
Lääne-Nigula (estnisch: Lääne-Nigula vald) ist eine Landgemeinde im estnischen Kreis Lääne. Sie hat 6.894 Einwohner (Stand: 1. Januar 2025). Die Benennung der Gemeinde erfolgte nach dem Ort Nigula.
Der Hauptort Taebla liegt 14 km von Haapsalu und 86 km von Tallinn entfernt.

## 2013–2017

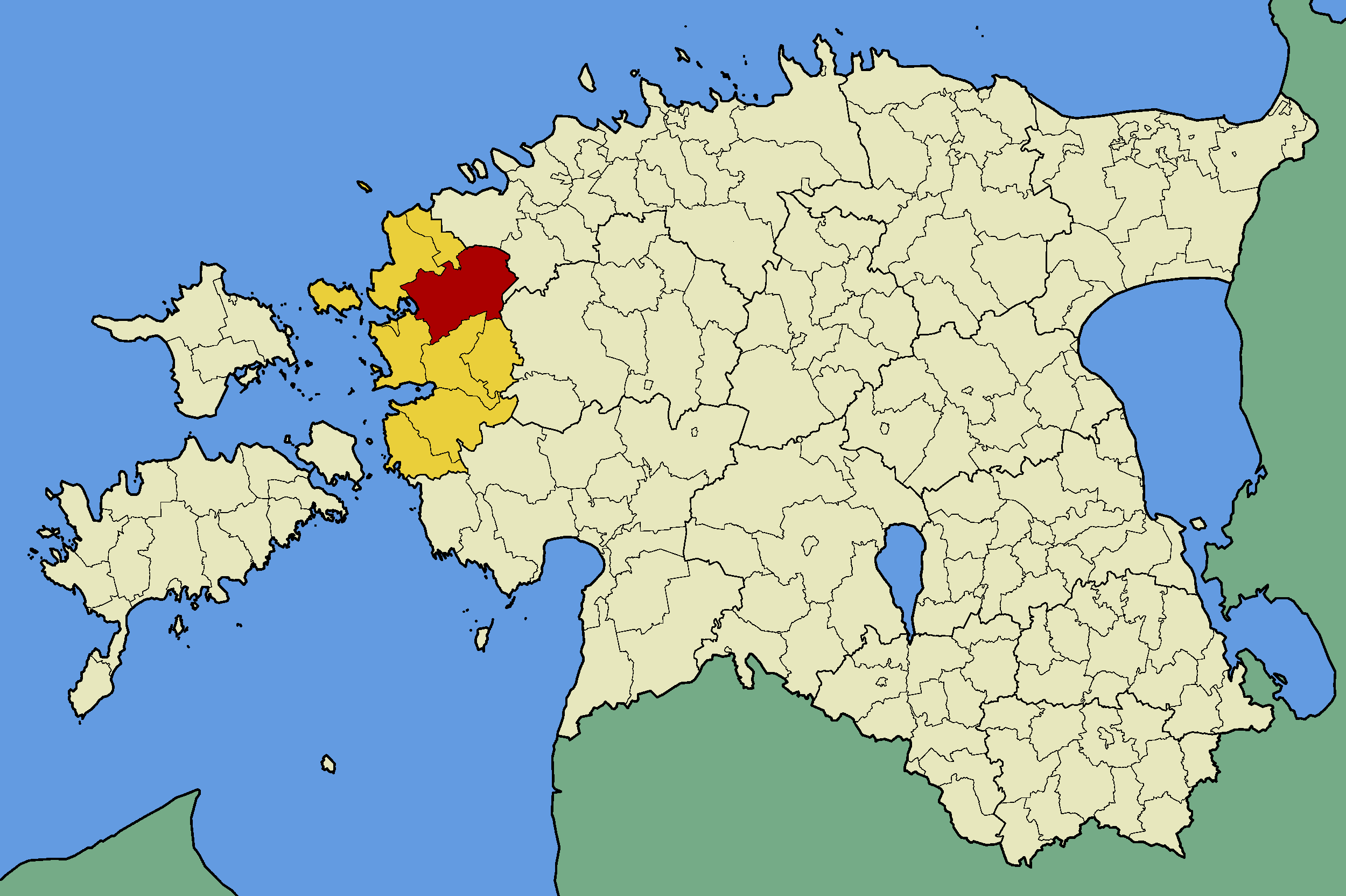
Die Landgemeinde von 2013 bis 2017

Die Landgemeinde Lääne-Nigula wurde ursprünglich nach den Kommunalwahlen am 20. Oktober 2013 aus den ehemaligen Landgemeinden Taebla, Oru und Risti gebildet. Mit einer Fläche von 507 km² hatte sie 3956 Einwohner (Stand: 1. Januar 2014).
Neben dem Hauptort Taebla (Taebla alevik) gehörten zur Landgemeinde die Dörfer Allikmaa, Auaste, Ingküla, Jaakna, Jalukse, Kadarpiku, Kärbla, Keedika, Kirimäe, Koela, Kedre, Kuijõe, Linnamäe, Luigu, Mõisaküla, Nigula, Nihka, Niibi, Leediküla, Oru, Palivere, Pälli, Piirsalu, Risti, Rõuma, Salajõe, Saunja, Seljaküla, Soolu, Tagavere, Turvalepa, Uugla, Väänla, Vedra, Vidruka und Võntküla. 

## Ab 2017
2017 fusionierte die bisherige Landgemeinde Lääne-Nigula mit den Landgemeinden Kullamaa, Martna, Noarootsi und Nõva sowie dem Dorf Rehemäe der ebenfalls aufgelösten Landgemeinde Nissi im Kreis Harju. Die Gemeinde besteht seither aus drei Großdörfern (Palivere, Risti und Taebla) sowie 115 Dörfern und ist von der Fläche her die drittgrößte in Estland. Das Wappen und die Flagge der vorherigen Gemeinde Lääne-Nigula werden weitergenutzt.
Neben den drei Großdörfern gehören seitdem zur Gemeinde die Dörfer: Allikmaa, Allikotsa, Auaste, Aulepa, Dirhami, Ehmja, Einbi, Elbiku, Enivere, Hara, Hindaste, Höbringi, Hosby, Ingküla, Jaakna, Jalukse, Jõesse, Jõgisoo, Kaare, Kaasiku, Kabeli, Kadarpiku, Kalju, Kärbla, Kasari, Kastja, Kedre, Keedika, Keravere, Keskküla, Keskvere, Kesu, Kirimäe, Kirna, Koela, Kokre, Koluvere, Kudani, Kuijõe, Kuke, Kullamaa, Kullametsa, Kuluse, Kurevere, Laiküla, Leediküla, Leila, Lemmikküla, Liivaküla, Liivi, Linnamäe, Luigu, Männiku, Martna, Mõisaküla, Mõrdu, Nigula, Nihka, Niibi, Niinja, Nõmme, Nõmmemaa, Nõva, Ohtla, Oonga, Oru, Osmussaare, Österby, Pälli, Päri, Paslepa, Peraküla, Piirsalu, Pürksi, Putkaste, Rannajõe, Rannaküla, Rehemäe, Riguldi, Rooslepa, Rõude, Rõuma, Saare, Salajõe, Saunja, Seljaküla, Silla, Soolu, Soo-otsa, Spithami, Sutlepa, Suure-Lähtru, Suur-Nõmmküla, Tagavere, Tahu, Tammiku, Telise, Tuka, Tuksi, Turvalepa, Tusari, Ubasalu, Üdruma, Uugla, Uusküla, Väänla, Väike-Lähtru, Väike-Nõmmküla, Vaisi, Vanaküla (bei Martna), Vanaküla (bei Pürksi), Variku, Vedra, Vidruka en Võntküla.

## Die Gemeinde
Die unberührten Landschaften mit Wäldern, Mooren und Quellen sind für Naturtouristen interessant. Besonders sehenswert ist in Kadarpiku das ehemalige Haus des nationalromantischen Malers Ants Laikmaa (1866–1942), das heute als Museum über sein Leben und Werk dient.
Das Gebiet der ehemaligen Landgemeinde Noarootsi im Nordwesten von Lääne-Nigula war seit der Mitte des 13. Jahrhunderts mehrheitlich von Estlandschweden bewohnt. Die meisten schwedischsprachigen Bewohner wurden 1943/44 kurz vor der Besetzung Estlands durch die Sowjetunion nach Schweden umgesiedelt. Seit 1997 werden die Ortsnamen wieder zweisprachig in Estnisch und Schwedisch angegeben.